# René Pécherot
Pour les articles homonymes, voir Pécherot.
René Pécherot est un homme politique français né le 25 octobre 1887 à Bussy-en-Othe (Yonne) et décédé le 17 novembre 1946 à Valence (Drôme).

## Biographie
Vétérinaire de profession, il est maire radical de Valence de 1934 à août 1944. Député de la Drôme de 1936 à 1942, il est hostile au Front populaire et vote les pleins pouvoirs au maréchal Pétain le 10 juillet 1940. À la Libération, il est déclaré inéligible et déchu de ses mandats.

## Sources